# Jekko
JEKKO Srl est une société italienne spécialisée dans la production de mini grues télescopiques hydrauliques sur tracteurs à chenilles de forte puissance pouvant atteindre 8 tonnes à 27 mètres de hauteur et 20 mètres de déport. La marque, crée en 2006 au sein de ORMET Group SpA, est devenue une société indépendante en 2014.

## Histoire
Émanation du groupe ORMET SpA, la marque JEKKO a été créée en 2006. La société Ormet a créé sa première grue sur chenilles en 1999 pour la pose de virages sur un bâtiment de grande hauteur. Les premiers exemplaires sont tous des prototypes adaptés aux critères particuliers des clients. À partir de 2003, Ormet lance un modèle standard produit en série, la SLM650. 
Vu le succès du produit, Ormet décide de déposer la marque JEKKO sous laquelle il commercialise ses modèles de grues sur chenilles. En 2010, la société expose pour la première fois au Bauma de Munich et s'attaque aux marchés européens d'exportation. En 2014, la société expose au Conexpo aux États-Unis où elle diffuse ses modèles à travers un réseau de concessionnaires locaux.
Pour assurer un bon développement de la gamme de produits, Ormet décide de créer la société indépendante Jekko Srl avec une participation de son confrère Fassi.

## Histogramme du groupe ORMET
- 1972 - Création de l'entreprise et début de son activité qui de simple atelier d'entretien évolue rapidement en centre de vente et atelier de montage et entretien de grues auxiliaires sur camions,
- 1989 - l'entreprise devient une société anonyme (S.p.A. en Italie)
- 1991 - période de forte expansion avec la création des sociétés RCM S.r.l. et FERCOS S.r.l. dans des grues auxiliaires sur camions,
- 1993 - création de FLEXA S.r.l.
- 1994 - création de IMAI S.r.l. bureau d'études pour la conception de matériels spécifiques pour une clientèle aux besoins particuliers,
- 2001 - création de Chiavesio S.r.l.
- 2003 - création de la holding ORMET Group S.p.A.
- 2006 - création de la marque JEKKO, constructeur spécialiste de mini grues et minipickers,
- 2009/2010 - recentrage de l'activité et cession des participations dans FLEXA S.r.l. et FERCOS S.r.l.. Incorporation dans ORMET S.p.A. de RCM S.r.l. et IMAI S.r.l.
- 2016 - la division JEKKO est sortie de ORMET Group et la société indépendante JEKKO S.r.l. est créée avec la participation du groupe Fassi.

## La gamme de produits
La gamme Jekko se compose de :
- mini grues télescopiques sur chenilles - charge maximale de 8 tonnes à une hauteur de 27,5 m, moteurs diesel,
- minipickers[1] - mini nacelle élévatrice électrique alimentée par batterie, elle est radiocommandée et travaille en mode Pick & Carry et se déplace avec la charge levée. Bien adaptée pour les manutentions lourdes en entrepôt ou dans des espaces à accès difficile comme à travers des portes. Équipée de manipulateurs hydrauliques ou à ventouses pour manutentionner tous éléments verriers.
- mini grues télescopiques sur chenilles avec cabine,
- mini grues articulées sur chenilles - grues auxiliaires de camion Fassi montées sur chenilles,
- accessoires pour la manipulation des charges - ventouses pour les produits plats, verriers notamment et pinces.